# John the Fisherman
«John the Fisherman» (англ. Рыбак Джон) — дебютный сингл рок-группы Primus. Песня впервые была выпущена в 1989 году в концертной версии на диске Suck on This, а затем вошла в студийной версии на Frizzle Fry. Песня строится вокруг басовой линии, однако гитарные пассажи составляют основу инструментального звучания «John the Fisherman». Некоторые из дисторшн-звуков, звучащих как гитара, на самом деле являются пассажами бас-гитары Леса Клэйпула.
Фронтмен Primus Лес Клейпул говорил о песне следующее: 

«John the Fisherman» был написан так давно. Мне нравится писать о вещах, о которых я знаю, чтобы не звучать как идиот, говорящий через мою голову. Я рыбачу. Некоторые папы водят своих детей на футбольные или бейсбольные матчи. Мой же отец брал меня с собой на рыбалку. Это то, что мы делали почти каждые выходные. Как и мои дядя, дедушка — вот чем мы занимались. Это большая часть моей истории. Так что для меня всегда было легко писать об этом. Эти рыбацкие песни продолжали появляться — темы об океане, и это делало их похожими на хронику, подразделом нашей работы.

## Выпуск
Хотя группа выпустила песню синглом и сняла видеоклип (в нём участники группы исполняют песню на борту лодки; в клипе есть камео Кирка Хэммета из Metallica), сингл ожидал весьма сдержанный успех — он был выпущен инди-лейблом; группа достигла массового успеха только с синглом «Jerry Was a Race Car Driver» с дебюта Primus на мейджор-лейбле, альбома Sailing the Seas of Cheese. По этой причине многие забывают «John the Fisherman», считая «Jerry Was a Race Car Driver» первым синглом Primus.
Когда Frizzle Fry был переиздан в 2002 году, началась новая волна интереса к песне со стороны поклонников группы и слушателей. «John the Fisherman» получила ротацию на некоторых радиостанциях и MTV.

## Fisherman’s Chronicles
«John the Fisherman» — это первая часть истории из четырёх частей под названием «Fisherman’s Chronicles» (англ. Хроники рыбака), которая продолжилась на более поздних альбомах Primus. Его непосредственным продолжением была «Fish On (Fisherman Chronicles, Chapter II)» в 1991 году с альбома Sailing the Seas of Cheese, за которой последовал «The Ol' Diamondback Sturgeon (Fisherman’s Chronicles, Pt. 3)» в 1993 году с альбома Pork Soda и совсем недавно «Last Salmon Man» в 2011 году с альбома Green Naugahyde.

## Критический приём
Рецензент AllMusic Нед Раггетт писал, что песня «вероятно, остаётся самым концентрированным взрывом» на альбоме.

## Использование
Песня вошла в игру для PlayStation 2 и Xbox 360 «Guitar Hero II»; в отличие от многих других песен в игре, «John the Fisherman» в «Guitar Hero» является не кавер-версией, а мастер-треком самих «Primus». В качестве песни из «Guitar Hero» «John the Fisherman» исполнялась в эпизоде «Южного парка» «Guitar Queer-o».